# Sorkheh Sang
Sorkheh Sang (persiska: سرخه سنگ, سُرخ سَنگ) är en ort i Iran.   Den ligger i provinsen Zanjan, i den nordvästra delen av landet, 280 km nordväst om huvudstaden Teheran. Sorkheh Sang ligger 813 meter över havet och antalet invånare är 172.
Terrängen runt Sorkheh Sang är kuperad åt sydväst, men åt nordost är den bergig.Runt Sorkheh Sang är det ganska glesbefolkat, med 47 invånare per kvadratkilometer. Närmaste större samhälle är Qeshlāq-e Pāvrūd, 5,7 km väster om Sorkheh Sang. Trakten runt Sorkheh Sang består i huvudsak av gräsmarker.